# Кабиры (пьеса)
«Кабиры» др.-греч. Κάβειροι — пьеса древнегреческого драматурга Эсхила (первая половина V века до н. э.), написанная предположительно в жанре сатировской драмы. Часть тетралогии, посвящённой мифу о походе аргонавтов за золотым руном. Её текст утрачен за исключением нескольких небольших фрагментов.

## Сюжет и судьба пьесы

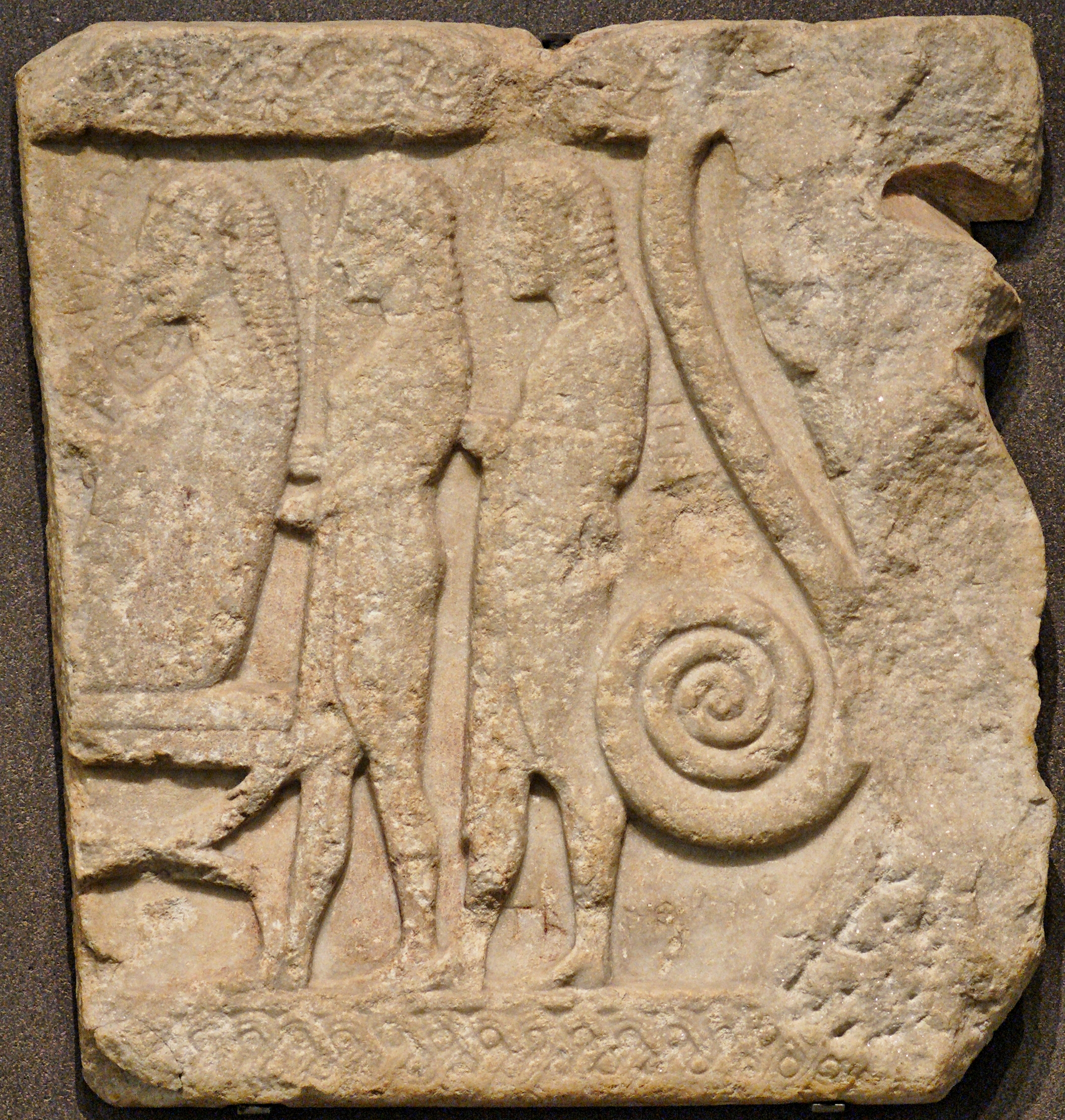
Рельефный фрагмент с Самофракии, находящийся в Лувре: Обряд посвящения Агамемнона в культ кабиров.

В сохранившихся источниках нет точной информации о сюжете пьесы. Кабиры — это боги, которых почитали на острове Самофракия и которые, как считалось, помогали морякам. Известно, что аргонавты на пути в Колхиду посетили этот остров и прошли посвящение в тайные обряды, связанные с культом кабиров. Все сохранившиеся фрагменты пьесы связаны с пиром: кабиры стараются напоить аргонавтов допьяна.
Эсхил написал в общей сложности четыре пьесы об аргонавтах, которые, по-видимому, составляли единый цикл. Кроме «Кабиров» сюда относятся предполагаемые трагедии «Гипсипила», «Лемнияне, или Лемниянки» и «Арго, или Гребцы». Однако, так как тексты утрачены почти полностью, исследователи не могут прийти к единому мнению о том, в каком порядке эти пьесы шли друг за другом, и об их жанровой принадлежности. Поскольку в «Кабирах» происходил пир, многие антиковеды полагают, что это была сатировская драма. Сохранились три фрагмента этой пьесы, речь во всех них идёт о вине.